# Parola di ladro
Parola di ladro è un film del 1957 diretto da Gianni Puccini e Nanni Loy.

## Trama
Desiderio è un ladro gentiluomo specializzato nel furto dei gioielli, un vero esperto sia nella stima che nella falsificazione dei preziosi. Stimato per queste sue qualità da chi non conosce la sua attività illegale, riesce a farsi assumere come direttore nella gioielleria di Gabriele Bertinori. Mettendo a frutto le proprie abilità nella lavorazione dei gioielli, produce l'imitazione perfetta di un monile che porta incastonato un prezioso diamante: nella sua posizione di direttore, gli sarà facile sostituirlo all'originale.

## Riconoscimenti
- 1958 – Nastro d'argento
  - Migliore attore non protagonista ad Andrea Checchi